# Konstytucja siedemnastu artykułów
Konstytucja siedemnastu artykułów (jap. 十七条憲法 Jūshichi-jō-kenpō) – dokument datowany na 604 rok i przypisywany księciu Shōtoku. 
Jego treść została przekazana w Nihon shoki. Konstytucja, przyjęta za panowania cesarzowej Suiko, nie określa podstaw prawnych państwa. Zawarty jest w niej opis cech charakteru i wartości moralnych, jakie reprezentować sobą powinni urzędnicy i poddani, żeby państwo funkcjonowało sprawnie. Najwyższą władzę sprawować miał cesarz. Dokument odznacza się wyraźnymi wpływami buddyjskimi.

## Moc prawna
Chociaż w 1890 roku weszła w życie Konstytucja Wielkiego Cesarstwa Japonii, to Konstytucja siedemnastu artykułów nigdy nie została jednoznacznie zniesiona. Niektórzy (np. Hideaki Kase) nadal uznają ją za częściowo obowiązującą. Obecna Konstytucja Japonii, ustanowiona w roku 1946 (weszła w życie 3 maja 1947), znosi tylko te wcześniejsze prawa, z którymi jest sprzeczna (artykuł 98).